# جون الكسندر ماكدونالد (سياسي كندي)
جون الكسندر ماكدونالد (بالإنجليزية: John Alexander Macdonald)‏ هو سياسي كندي، ولد في 12 أبريل 1874 في كندا، وتوفي في 15 نوفمبر 1948 في كندا. حزبياً، نشط في حزب كندا المحافظ. وقد انتخب عضو مجلس الشيوخ الكندي وانتخب عضو مجلس العموم الكندي.